# Fatumaquerec (Laclubar)
Fatumaquerec (Fatumakerek, Fatumacerec, Fatu-Maquerec) ist ein osttimoresischer Suco im Verwaltungsamt Laclubar (Gemeinde Manatuto).
1936 wurde Fatumaquerec von den Portugiesen in Nova Caminha umbenannt. Doch der Name setzte sich nicht durch und einige Jahre nach dem Zweiten Weltkrieg kehrte man zum alten Namen zurück.

## Geographie
Vor der Gebietsreform 2015 hatte Fatumaquerec eine Fläche von 79,62 km². Nun sind es 87,78 km². Der Suco ist in zwei voneinander getrennte Territorien geteilt. Der deutlich größere Westteil bildet den Südwesten des Verwaltungsamts Laclubar. Nördlich liegt der Suco Funar und nordöstlich der Suco Manelima. Im Osten grenzt das Westterritorium an das Verwaltungsamt Soibada mit seinen Sucos Maun-Fahe und dem ebenfalls Fatumaquerec genannten Suco. Im Nordwesten befindet sich das zur Gemeinde Aileu gehörende Verwaltungsamt Lequidoe mit seinem Suco Faturilau. Im Westen und Süden liegt die Gemeinde Manufahi, wobei im Westen das Verwaltungsamt Turiscai mit seinen Sucos Fatucalo und Matorec liegt und im Süden das Verwaltungsamt Fatuberlio mit seinen Sucos Caicassa und Fatucahi. Die Nordspitze des Westterritoriums reicht bis zum Fluss Hatobutaban, ein Quellfluss des Nördlichen Laclós. An der Grenze zu Funar entspringt der Buarahum, der dem Grenzverlauf nach Südosten folgt. Sobald er die Grenze zu Manelima bildet, heißt er Buarahuin. Er gehört zum System des Sáhen. Im Westen Fatumaquerecs entspringt der Werhaumalak, der ebenso wie zahlreiche kleine Flüsschen in den Clere mündet, dem Grenzfluss zu Matorec und Caicassa, der später zum Clerec wird. Die bis zu 1775 m hochgelegene Region ist nur schlecht an die Außenwelt angeschlossen. Für die Parlamentswahlen in Osttimor 2007 mussten die Wahlurnen per Hubschrauber zum Wahllokal in der Grundschule Escola Primaria Fatumaquerec gebracht und abgeholt werden. Die Schule befindet sich, wie eine medizinische Station im äußersten Norden des Sucos. Sie liegen im Ort Darfu.
Der kleinere Ostteil liegt an der Ostgrenze des Verwaltungsamts Laclubar. Nordwestlich liegt der Suco Batara und südlich der Suco Orlalan. Im Nordosten grenzt das Ostterritorium an das Verwaltungsamt Manatuto mit seinem Suco Cribas und im Osten an das Verwaltungsamt Barique mit seinem gleichnamigen Suco. An der Westgrenze bildet sich aus zwei Zuflüssen der Sumasse, der die Grenze zu Batara bildet und ein wichtiger Nebenfluss des Nördlichen Laclós ist. Mitten durch den Ostteil Fatumaquerecs führt die Überlandstraße, die die Orte Laclubar und Manatuto miteinander verbinden. An ihr liegen die Ortschaften Laramera (Larmera), Lisuata, Manukasak und Sasahi (Sahasi).
Im Suco befinden sich die drei Aldeias Laramera, Lisuata und Sasahi.

## Einwohner
Im Suco leben 964 Einwohner (2022), davon sind 489 Männer und 475 Frauen. Im Suco gibt es 152 Haushalte. Fast 97 % der Einwohner geben Idaté als ihre Muttersprache an. 2,5 % sprechen Mambai, eine kleine Minderheit Adabe.

## Politik
Bei den Wahlen von 2004/2005 wurde Cesar Soares de Oliveira zum Chefe de Suco gewählt und 2009 und 2016 in seinem Amt bestätigt.